# Matapoll

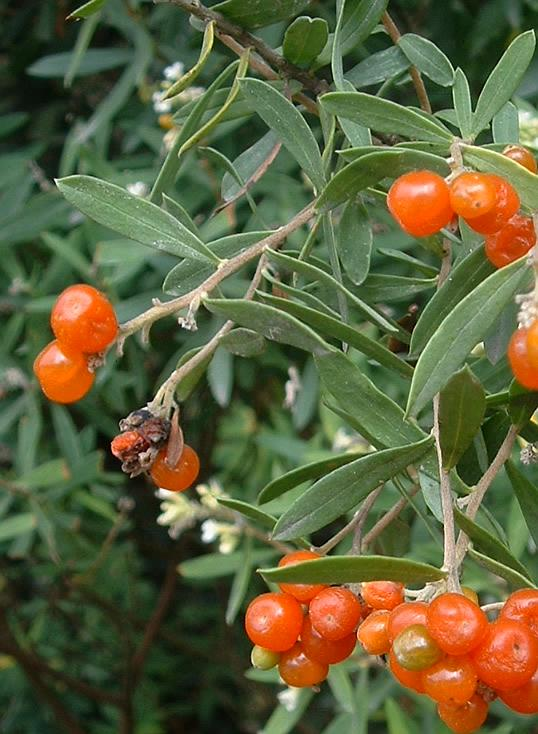
Fruit

El matapoll, baladre bord, astruc, paparra, tell o tintorell (Daphne gnidium) —també anomenat baladre a Menorca— és una planta de la família de les timeleàcies.
És un arbust de 0,5 a 1 m d'alçària, de branques dretes i primes, amb moltes fulles a la part de dalt i al llarg de les tiges, i desfoliades a la part baixa.
Les fulles són coriàcies, de 3 o 4 cm de llargada, de color verd esblaimat, lanceolades, d'uns 3-5 mm d'ample, sense pèls i amb un sol nervi.
La floració té lloc entre els mesos de febrer i maig. Les flors són petits i blanques, de 4 a 7 mm. Són oloroses i estan agrupades en inflorescències als extrem de les tiges.
El seu fruit és petit, de forma ovoide i de color roig en la maduresa. El matapoll és tòxic i té un alt poder irritant.